# Nieuw-Zeeland op de Olympische Zomerspelen 2000
Nieuw-Zeeland nam deel aan de Olympische Zomerspelen 2000 in Sydney, Australië.
Er werden in totaal vier medailles gewonnen, waarvan 1 gouden.

## Medailleoverzicht
| Sport        | Olympiër        | Discipline           | Medaille |
| ------------ | --------------- | -------------------- | -------- |
| Roeien       | Rob Waddell     | skiff (m)            | Goud     |
| Paardensport | Mark Todd       | eventing individueel | Brons    |
| Zeilen       | Aaron McIntosh  | mistral (m)          | Brons    |
| Zeilen       | Barbara Kendall | mistral (v)          | Brons    |

## Deelnemers en resultaten
(m) = mannen, (v) = vrouwen, (g) = gemengd

### Atletiek
| Olympiër          | Discipline            | Resultaat | Prestatie                                                    |
| ----------------- | --------------------- | --------- | ------------------------------------------------------------ |
| Michael Aish      | 10000m (m)            | 34e       | serie 1: 17de in 29.31,83                                    |
| Craig Barrett     | 50km snelwandelen (m) | 18e       | 3:55.53                                                      |
| Glenn Howard      | hoogspringen (m)      | 27e       | kwalificatie groep B: 16de met 2,15m                         |
| Ian Winchester    | discuswerpen (m)      | 31e       | kwalificatie groep A: 15de met 58,64m                        |
|                   |                       |           |                                                              |
| Toni Hodgkinson   | 800m (v)              | 12e       | serie 5: 4de in 1.59,37 halve finale 2: 6de in 1.59,84       |
| Toni Hodgkinson   | 1500m (v)             | 28e       | serie 2: 9de in 4.12,59                                      |
| Chantal Brunner   | verspringen (v)       | 21e       | kwalificatie groep A: 12de met 6,42m                         |
| Beatrice Faumuina | discuswerpen (v)      | 12e       | kwalificatie groep B: 5de met 61,33m finale: 12de met 58,69m |
| Tasha Williams    | kogelslingeren (v)    | 17e       | kwalificatie groep A: 9de met 61,18m                         |

### Basketbal

#### Mannen
| Olympiër | Discipline | Resultaat | Prestatie |
| --- | ---------- | --------- | --- |
| Brad Riley Kirk Penney Mark Dickel Nenad Vucinic Paul Henare Pero Cameron Peter Pokai Phil Jones Ralph Lattimore Rob Hickey Sean Marks Tony Rampton | mannen     | 11e       | groep A: 6de V van Frankrijk: 50-76 V van China: 60-75 V van Italië: 66-78 V van Verenigde Staten: 56-102 V van Litouwen: 75-85 11-12de plek: W van Angola: 70-60 |

| Groep A |                  |             |             |             |        |        |        |        |
| #       | Land             | Wedstrijden | Wedstrijden | Wedstrijden | Punten | Punten | Punten | Punten |
| #       | Land             | G           | W           | V           | V      | T      | Saldo  | Punten |
| 1       | Verenigde Staten | 5           | 5           | 0           | 505    | 359    | +146   | 10     |
| 2       | Italië           | 5           | 3           | 2           | 332    | 349    | -17    | 8      |
| 3       | Litouwen         | 5           | 3           | 2           | 372    | 339    | +33    | 8      |
| 4       | Frankrijk        | 5           | 2           | 3           | 372    | 374    | -2     | 7      |
| 5       | China            | 5           | 2           | 3           | 368    | 419    | -51    | 7      |
| 6       | Nieuw-Zeeland    | 5           | 0           | 5           | 307    | 416    | -109   | 5      |

| Ronde        | Datum  | Plaats        | Land   | Score            | Land |
| ------------ | ------ | ------------- | ------ | ---------------- | ---- |
| Groepsfase   |        |               |        |                  |      |
| 17 september | Sydney | Frankrijk     | 76-50  | Nieuw-Zeeland    |      |
| 19 september | Sydney | Nieuw-Zeeland | 60-75  | China            |      |
| 21 september | Sydney | Italië        | 78-66  | Nieuw-Zeeland    |      |
| 23 september | Sydney | Nieuw-Zeeland | 56-102 | Verenigde Staten |      |
| 25 september | Sydney | Nieuw-Zeeland | 75-85  | Litouwen         |      |
| 11-12de plek |        |               |        |                  |      |
| 28 september | Sydney | Nieuw-Zeeland | 70-60  | Angola           |      |

#### Vrouwen
| Olympiër | Discipline | Resultaat | Prestatie |
| --- | ---------- | --------- | --- |
| Belinda Colling Dianne L'Ami Donna Loffhagen Gina Farmer Julie Ofsoski Kirstin Daly Leanne Walker Leone Patterson Megan Compain Rebecca Cotton Sally Farmer Tania Brunton | vrouwen    | 11e       | groep B: 6de V van Polen: 52-75 V van Zuid-Korea: 62-101 V van Cuba: 55-74 V van Verenigde Staten: 42-93 V van Rusland: 54-92 11-12de plek: W van Zweden: 72-69 |

| Groep B |                  |             |             |             |            |            |            |        |
| #       | Land             | Wedstrijden | Wedstrijden | Wedstrijden | Doelpunten | Doelpunten | Doelpunten | Punten |
| #       | Land             | G           | W           | V           | V          | T          | Saldo      | Punten |
| 1       | Verenigde Staten | 5           | 5           | 0           | 446        | 312        | +134       | 10     |
| 2       | Rusland          | 5           | 3           | 2           | 398        | 325        | +73        | 8      |
| 3       | Zuid-Korea       | 5           | 3           | 2           | 343        | 296        | +47        | 8      |
| 4       | Polen            | 5           | 3           | 2           | 327        | 339        | −12        | 8      |
| 5       | Cuba             | 5           | 1           | 4           | 318        | 358        | −40        | 6      |
| 6       | Nieuw-Zeeland    | 5           | 0           | 5           | 304        | 396        | −92        | 5      |

| Ronde        | Datum  | Plaats           | Land   | Score         | Land |
| ------------ | ------ | ---------------- | ------ | ------------- | ---- |
| Groepsfase   |        |                  |        |               |      |
| 16 september | Sydney | Polen            | 75-52  | Nieuw-Zeeland |      |
| 18 september | Sydney | Zuid-Korea       | 101-62 | Nieuw-Zeeland |      |
| 20 september | Sydney | Cuba             | 74-55  | Nieuw-Zeeland |      |
| 22 september | Sydney | Verenigde Staten | 93-42  | Nieuw-Zeeland |      |
| 24 september | Sydney | Rusland          | 92-54  | Nieuw-Zeeland |      |
| 11-12de plek |        |                  |        |               |      |
| 26 september | Sydney | Nieuw-Zeeland    | 72-69  | Zweden        |      |

### Boksen
| Olympiër       | Discipline | Resultaat | Prestatie                           |
| -------------- | ---------- | --------- | ----------------------------------- |
| Angus Shelford | +91kg (m)  | 9e        | 1ste ronde: V van UKR Mazikin: 5-19 |

### Boogschieten
| Olympiër      | Discipline      | Resultaat | Prestatie                                                                        |
| ------------- | --------------- | --------- | -------------------------------------------------------------------------------- |
| Peter Ebden   | individueel (m) | 58e       | plaatsingsronde: 48ste met 607 punten 1ste ronde: V van RUS Tsyrempilov: 147-168 |
| Ken Uprichard | individueel (m) | 48e       | plaatsingsronde: 56ste met 596 punten 1ste ronde: V van GBR Needham: 155-160     |

### Gewichtheffen
| Olympiër     | Discipline | Resultaat | Prestatie                                                        |
| ------------ | ---------- | --------- | ---------------------------------------------------------------- |
| Nigel Avery  | +105kg (m) | 17e       | trekken: 17de met 172,5kg stoten: 17de met 210kg totaal: 382,5kg |
|              |            |           |                                                                  |
| Olivia Baker | +75kg (v)  | 8e        | trekken: 10de met 105kg stoten: 8ste met 130kg totaal: 235kg     |

### Gymnastiek
| Olympiër        | Discipline               | Resultaat | Prestatie                             |
| --------------- | ------------------------ | --------- | ------------------------------------- |
| Laura Robertson | meerkamp individueel (v) | 57e       | kwalificatie: 57ste met 35,348 punten |

### Hockey
| Olympiër | Discipline | Resultaat | Prestatie |
| --- | ---------- | --------- | --- |
| Tina Bell-Kake Sandy Bennett Helen Clarke Jenny Duck Kylie Foy Skippy Hamahona Anne-Marie Irving Anna Lawrence Caryn Paewai Suzie Pearce Rachel Petrie Moira Senior Mandy Smith Kate Trolove Michelle Turner Diana Weavers | vrouwen    | 6e        | groep B: 1ste G van Duitsland: 1-1 W van China: 2-0 V van Nederland: 3-4 W van Zuid-Afrika: 1-0 medaillegroep: 6de V van Australië: 0-3 G van Spanje: 2-2 V van Spanje: 1-7 |

| Groep B |               |             |             |             |             |            |            |            |        |
| #       | Land          | Wedstrijden | Wedstrijden | Wedstrijden | Wedstrijden | Doelpunten | Doelpunten | Doelpunten | Punten |
| #       | Land          | G           | W           | G           | V           | V          | T          | Saldo      | Punten |
| 1       | Nieuw-Zeeland | 4           | 2           | 1           | 1           | 7          | 5          | +2         | 7      |
| 2       | China         | 4           | 2           | 0           | 1           | 4          | 5          | -1         | 6      |
| 3       | Nederland     | 4           | 1           | 2           | 1           | 9          | 9          | 0          | 5      |
| 4       | Duitsland     | 4           | 1           | 2           | 1           | 6          | 6          | 0          | 5      |
| 5       | Zuid-Afrika   | 4           | 1           | 1           | 2           | 4          | 5          | -1         | 1      |

| Ronde        | Datum  | Plaats        | Land | Score         | Land |
| ------------ | ------ | ------------- | ---- | ------------- | ---- |
| Groepsfase   |        |               |      |               |      |
| 16 september | Sydney | Duitsland     | 1-1  | Nieuw-Zeeland |      |
| 17 september | Sydney | China         | 0-2  | Nieuw-Zeeland |      |
| 20 september | Sydney | Nederland     | 4-3  | Nieuw-Zeeland |      |
| 21 september | Sydney | Nieuw-Zeeland | 1-0  | Zuid-Afrika   |      |

| Medaillegroep |               |             |             |             |             |            |            |            |        |
| #             | Land          | Wedstrijden | Wedstrijden | Wedstrijden | Wedstrijden | Doelpunten | Doelpunten | Doelpunten | Punten |
| #             | Land          | G           | W           | G           | V           | V          | T          | Saldo      | Punten |
| 1             | Australië     | 5           | 4           | 1           | 0           | 17         | 3          | +14        | 13     |
| 2             | Argentinië    | 5           | 3           | 0           | 2           | 13         | 7          | +6         | 9      |
| 3             | Nederland     | 5           | 2           | 0           | 3           | 8          | 14         | -6         | 6      |
| 4             | Spanje        | 5           | 1           | 3           | 1           | 5          | 5          | 0          | 6      |
| 5             | China         | 5           | 1           | 1           | 3           | 4          | 10         | -6         | 4      |
| 6             | Nieuw-Zeeland | 5           | 1           | 1           | 3           | 8          | 16         | -8         | 4      |

| Ronde        | Datum  | Plaats     | Land | Score         | Land |
| ------------ | ------ | ---------- | ---- | ------------- | ---- |
| Groepsfase   |        |            |      |               |      |
| 24 september | Sydney | Australië  | 3-0  | Nieuw-Zeeland |      |
| 25 september | Sydney | Spanje     | 2-2  | Nieuw-Zeeland |      |
| 27 september | Sydney | Argentinië | 7-1  | Nieuw-Zeeland |      |

### Judo
| Olympiër         | Discipline | Resultaat | Prestatie |
| ---------------- | ---------- | --------- | --- |
| Brendon Crooks   | -60kg (m)  | 33e       | 1ste ronde: V van AZE Ismayilov: ippon                                                                                     |
| Timothy Slyfield | -81kg (m)  | 22e       | 1ste ronde: W van NGR Omagbaluwaje: ippon 2de ronde: V van HUN Tölgyesi: yuko                                              |
| Daniel Gowing    | -100kg (m) | 13e       | 1ste ronde: vrij 2de ronde: W van VEN López: ippon 2de ronde: V van JPN Inoue: ippon herkansingen: V van CUB Kessel: ippon |
|                  |            |           | |
| Brendon Crooks   | +78kg (v)  | 9e        | 1ste ronde: W van PAN Riley: ippon 2de ronde: V van CHN Yuan: ippon herkansingen: V van BRA Marques: waza-aro              |

### Paardensport
| Olympiër                                          | Discipline  | Resultaat | Prestatie |
| Dressuur                                          | Dressuur    | Dressuur  | Dressuur |
| ------------------------------------------------- | ----------- | --------- | --- |
| Kallista Field                                    | individueel | 18e       | 1ste ronde: 21ste met 66,44 strafpunten 2de ronde: 18de met 68,04 strafpunten totaal: 134,48 strafpunten |
| Eventing                                          |             |           | |
| Blyth Tait                                        | individueel | 18e       | dressuur: 7de met 40,80 strafpunten cross-country: niet gefinisht |
| Mark Todd                                         | individueel | Brons     | dressuur: 4de met 39,00 strafpunten cross-country: 1ste met 0 strafpunten springconcours: 6de met 3 strafpunten totaal: 42 strafpunten                                                                        |
| Vaughn Jefferis Paul O'Brien Blyth Tait Mark Todd | team        | 8e        | dressuur: 5de met 202,60 strafpunten cross-country: 1ste met 59,60 strafpunten springconcours: 8ste met 1803,40 strafpunten totaal: 2065,60 strafpunten                                                       |
| Springconcours                                    |             |           | |
| Peter Breakwell                                   | individueel | 55e       | kwalificatie: 55ste 1ste ronde: 59ste met 20,75 strafpunten 2de ronde: 44ste met 12 strafpunten 3de ronde: 49ste met 16 strafpunten totaal: 48,75 strafpunten                                                 |
| Bruce Goodin                                      | individueel | 33e       | kwalificatie: 55ste 1ste ronde: 1ste met 0,50 strafpunten 2de ronde: 24ste met 8 strafpunten 3de ronde: 38ste met 12 strafpunten totaal: 20,50 strafpunten finale: 33ste 1ste ronde: 33ste met 16 strafpunten |

### Roeien
| Olympiër                                              | Discipline      | Resultaat | Prestatie                                                                        |
| ----------------------------------------------------- | --------------- | --------- | -------------------------------------------------------------------------------- |
| Rob Waddell                                           | skiff (m)       | Goud      | serie 2: 1ste in 6.54,20 halve finale 1: 1ste in 6.58,01 finale: 1ste in 6.48,90 |
| Scott Brownlee Toni Dunlop Rob Hellstrom Dave Schaper | vier-zonder (m) | 6e        | serie 3: 2de in 6.13,60 halve finale 2: 3de in 6.05,33 finale: 6de in 6.09,13    |
|                                                       |                 |           |                                                                                  |
| Sonia Waddell                                         | skiff (v)       | 6e        | serie 1: 1ste in 7.40,18 halve finale 1: 3de in 7.35,24 finale: 6de in 7.43,71   |

### Schietsport
| Olympiër       | Discipline           | Resultaat | Prestatie                                        |
| -------------- | -------------------- | --------- | ------------------------------------------------ |
| Geoffrey Jukes | skeet (m)            | 19e       | kwalificatie: 19de met 120 punten (71-49)        |
| Brian Thomson  | skeet (m)            | 47e       | kwalificatie: 47ste met 111 punten (66-45)       |
| Victor Shaw    | trap (m)             | 38e       | kwalificatie: 38ste met 102 punten (62-40)       |
| Brant Woodward | trap (m)             | 37e       | kwalificatie: 37ste met 105 punten (59-46)       |
| Des Coe        | dubbeltrap (m)       | 25e       | kwalificatie: 25ste met 118 punten (40-41-37)    |
|                |                      |           |                                                  |
| Geoffrey Jukes | 25m pistool (v)      | 37e       | kwalificatie: 37ste met 563 punten (280-283)     |
| Geoffrey Jukes | 10m luchtpistool (v) | 39e       | kwalificatie: 39ste met 366 punten (90-93-92-91) |
| Teresa Borrell | trap (v)             | 15e       | kwalificatie: 15de met 58 punten (21-19-18)      |

### Softbal
| Olympiër | Discipline | Resultaat | Prestatie |
| --- | ---------- | --------- | --- |
| Zavana Aranga Jaye Bailey Kim Dermott Rhonda Hira Melanie Hulme Lisa Kersten Ruta Lealamanu Cindy Potae Char Pouaka Kiri Shaw Jackie Smith Fiona Timu Helen Townsend Melisa Upu Gina Weber | vrouwen    | 6e        | groepsfase: 6de V van Australië: 2-3 W van Canada: 3-2 V van China: 0-10 W van Cuba: 6-2 V van Italië: 0-1 V van Verenigde Staten: 0-2 V van Japan: 1-2 |

| Groepsfase |                  |             |             |             |        |        |        |        |
| #          | Land             | Wedstrijden | Wedstrijden | Wedstrijden | Punten | Punten | Punten | Punten |
| #          | Land             | G           | W           | V           | RV     | RT     | Saldo  | Ptn    |
| 1          | Japan            | 7           | 7           | 0           | 18     | 7      | +9     | 1000   |
| 2          | Australië        | 7           | 6           | 1           | 22     | 5      | +17    | .857   |
| 3          | China            | 7           | 5           | 2           | 26     | 4      | +22    | .714   |
| 4          | Verenigde Staten | 7           | 4           | 3           | 19     | 6      | +3     | .571   |
| 5          | Italië           | 7           | 2           | 5           | 3      | 27     | −24    | .286   |
| 6          | Nieuw-Zeeland    | 7           | 2           | 5           | 12     | 22     | −10    | .286   |
| 7          | Cuba             | 7           | 1           | 6           | 6      | 30     | −24    | .143   |
| 8          | Canada           | 7           | 1           | 6           | 13     | 18     | −5     | .143   |

| Ronde        | Datum  | Plaats           | Land | Score         | Land |
| ------------ | ------ | ---------------- | ---- | ------------- | ---- |
| Groepsfase   |        |                  |      |               |      |
| 17 september | Sydney | Nieuw-Zeeland    | 2-3  | Australië     |      |
| 18 september | Sydney | Nieuw-Zeeland    | 3-2  | Canada        |      |
| 19 september | Sydney | Nieuw-Zeeland    | 0-10 | China         |      |
| 20 september | Sydney | Nieuw-Zeeland    | 6-2  | Cuba          |      |
| 21 september | Sydney | Nieuw-Zeeland    | 0-1  | Italië        |      |
| 22 september | Sydney | Verenigde Staten | 2-0  | Nieuw-Zeeland |      |
| 23 september | Sydney | Nieuw-Zeeland    | 1-2  | Japan         |      |

### Triatlon
| Olympiër          | Discipline | Resultaat | Prestatie  |
| ----------------- | ---------- | --------- | ---------- |
| Ben Bright        | mannen     | 38e       | 1:52.17,26 |
| Hamish Carter     | mannen     | 26e       | 1:50.57,17 |
| Craig Watson      | mannen     | 16e       | 1:50.01,85 |
|                   |            |           |            |
| Evelyn Williamson | vrouwen    | 22e       | 2:05.38,30 |

### Wielersport
| Olympiër                                                | Discipline                    | Resultaat | Prestatie |
| Baan                                                    | Baan                          | Baan      | Baan |
| ------------------------------------------------------- | ----------------------------- | --------- | --- |
| Anthony Peden                                           | sprint (m)                    | DNF       | kwalificatie: 15de in 10,649 1ste ronde: V van GER Fiedler: walk-over                                             |
| Matt Sinton                                             | tijdrit (m)                   | 11e       | 1.05,706 |
| Anthony Peden                                           | keirin (m)                    | 13e       | 1ste ronde: niet gefinisht herkansingen: 3de                                                                      |
| Matt Sinton                                             | keirin (m)                    | 16e       | 1ste ronde: 5de herkansingen: 4de                                                                                 |
| Glen Thomson                                            | puntenkoers (m)               | 7e        | 6 punten |
| Gary Anderson                                           | individuele achtervolging (m) | 14e       | kwalificatie: 14de in 4.32,304                                                                                    |
| Tim Carswell Lee Vertongen Gary Anderson Greg Henderson | ploegenachtervolging (m)      | 6e        | kwalificatie: 6de in 4.08,463 kwartfinale: V van Frankrijk: 4.06,495                                              |
|                                                         |                               |           | |
| Fiona Ramage                                            | sprint (v)                    | 10e       | kwalificatie: 11de in 11,803 1ste ronde: V van RUS Grichina 1ste ronde herkansingen: 3de 9-12de plek: 2de         |
| Fiona Ramage                                            | tijdrit (v)                   | 16e       | 36,536 |
| Sarah Ulmer                                             | puntenkoers (v)               | 8e        | 9 punten |
| Sarah Ulmer                                             | individuele achtervolging (v) | 4e        | kwalificatie: 4de in 3.36,764 halve finale: V van Nederland Zijlaard bronzen finale: V van GBR McGregor: 3.38,930 |
| Mountainbike                                            |                               |           | |
| Kashi Leuchs                                            | mannen                        | 17e       | 2:16.37,57 |
|                                                         |                               |           | |
| Susy Pryde                                              | vrouwen                       | DNF       | niet gefinisht |
| Weg                                                     |                               |           | |
| Julian Dean                                             | wegwedstrijd (m)              | 61e       | 5:30.46 |
| Scott Guyton                                            | wegwedstrijd (m)              | 85e       | 5:43.21 |
| Christopher Jenner                                      | wegwedstrijd (m)              | 47e       | 5:30.46 |
| Glen Mitchell                                           | wegwedstrijd (m)              | DNF       | niet gefinisht |
|                                                         |                               |           | |
| Jacinta Coleman                                         | wegwedstrijd (v)              | 18e       | 3:06.31 |
| Susy Pryde                                              | wegwedstrijd (v)              | DNF       | niet gefinisht |
| Rosalind Reekie-May                                     | wegwedstrijd (v)              | 36e       | 3:10.34 |

### Zeilen
| Olympiër                       | Discipline  | Resultaat | Prestatie                                           |
| ------------------------------ | ----------- | --------- | --------------------------------------------------- |
| Aaron McIntosh                 | mistral (m) | Brons     | 48 punten: (37-9-4-10-9-3-1-5-12-3-4)               |
| Clifton Webb                   | finn (m)    | 16e       | 109 punten: (15-9-15-10-2-11-16-4-16-18-26)         |
| Simon Cooke Peter Nicholas     | 470 (m)     | 7e        | 76 punten: (6-15-9-9-12-10-12-15-3-3-18-8)          |
|                                |             |           |                                                     |
| Barbara Kendall                | mistral (v) | Brons     | 48 punten: (2-3-2-3-7-1-3-1-5-1-3)                  |
| Sarah Macky                    | europe (v)  | 9e        | 79 punten: (12-1-14-16-12-11-5-15-6-3-15)           |
| Melinda Henshaw Jenny Egnot    | 470 (v)     | 11e       | 72 punten: (13-3-6-1-7-10-6-19-20-16-10)            |
|                                |             |           |                                                     |
| Peter Fox                      | laser       | 21e       | 144 punten: (14-19-13-44-22-20-7-18-23-8-24)        |
| Chris Dickson Glen Sowry       | tornado     | 5e        | 46 punten: (5-2-7-15-10-1-5-7-12-3-6)               |
| Gavin Brady Jamie Gale         | star        | 9e        | 57 punten: (16-1-5-9-5-15-6-5-2-16-9)               |
| Daniel Slater Nathan Handley   | 49er        | 8e        | 99 punten: (14-9-18-5--12-7-5-12-4-2-3-8-2-7-13-10) |
| Don Cowie Rod Davis Alan Smith | soling      | 5e        | 1ste ronde: 4de met 18 punten kwartfinale: 5de      |

### Zwemmen
| Olympiër             | Discipline           | Resultaat | Prestatie                                                   |
| -------------------- | -------------------- | --------- | ----------------------------------------------------------- |
| Aaron McIntosh       | 200m vrije slag (m)  | 32e       | serie 3: 4de in 1.53,27                                     |
| Aaron McIntosh       | 400m vrije slag (m)  | 29e       | serie 3: 5de in 3.58,52                                     |
| Aaron McIntosh       | 1500m vrije slag (m) | 27e       | serie 2: 4de in 16.03,41                                    |
| Scott Talbot-Cameron | 100m rugslag (m)     | 37e       | serie 3: 5de in 57,86                                       |
| Scott Talbot-Cameron | 200m rugslag (m)     | 22e       | serie 3: 2de in 2.01,93                                     |
| Steven Ferguson      | 100m schoolslag (m)  | 27e       | serie 6: 5de in 1.03,06                                     |
| Steven Ferguson      | 200m schoolslag (m)  | 31e       | serie 4: 6de in 2.19,31                                     |
| Dean Kent            | 200m wisselslag (m)  | 23e       | serie 4: 1ste in 2.04,07                                    |
| Dean Kent            | 400m wisselslag (m)  | 16e       | serie 4: 6de in 4.21,81                                     |
|                      |                      |           |                                                             |
| Vivienne Rignall     | 50m vrije slag (v)   | 9e        | serie 10: 5de in 25,52 (NR) halve finale 2: 5de in 25,61    |
| Monique Robins       | 100m vrije slag (v)  | 33e       | serie 4: 6de in 57,85                                       |
| Monique Robins       | 100m rugslag (v)     | 26e       | serie 3: 3de in 1.04,52                                     |
| Helen Norfolk        | 200m rugslag (v)     | 20e       | serie 4: 7de in 2.16,22                                     |
| Elizabeth Van Welie  | 200m vlinderslag (v) | 15e       | serie 3: 5de in 2.11,62 (NR) halve finale 1: 7de in 2.11,68 |
| Helen Norfolk        | 200m wisselslag (v)  | 20e       | serie 3: 5de in 2.18,90                                     |
| Helen Norfolk        | 400m wisselslag (v)  | 13e       | serie 2: 6de in 4.46,42 (NR)                                |

Albanië · Algerije · Amerikaanse Maagdeneilanden · Amerikaans-Samoa · Andorra · Angola · Antigua en Barbuda · Argentinië · Armenië · Aruba · Australië · Azerbeidzjan · Bahama's · Bahrein · Bangladesh · Barbados · België · Belize · Benin · Bermuda · Bhutan · Bolivia · Bosnië en Herzegovina · Botswana · Brazilië · Britse Maagdeneilanden · Brunei · Bulgarije · Burkina Faso · Burundi · Cambodja · Canada · Centraal-Afrikaanse Republiek · Chili · China · Chinees Taipei · Colombia · Comoren · Congo-Brazzaville · Congo-Kinshasa · Cookeilanden · Costa Rica · Cuba · Cyprus · Denemarken · Djibouti · Dominica · Dominicaanse Republiek · Duitsland · Ecuador · Egypte · El Salvador · Equatoriaal-Guinea · Eritrea · Estland · Ethiopië · Fiji · Filipijnen · Finland · Frankrijk · Gabon · Gambia · Georgië · Ghana · Grenada · Griekenland · Groot-Brittannië · Guam · Guatemala · Guinee · Guinee‑Bissau · Guyana · Haïti · Honduras · Hongarije · Hongkong · Ierland · IJsland · India · Indonesië · Irak · Iran · Israël · Italië · Ivoorkust · Jamaica · Japan · Jemen · Joegoslavië · Jordanië · Kaaimaneilanden · Kaapverdië · Kameroen · Kazachstan · Kenia · Kirgizië · Koeweit · Kroatië · Laos · Lesotho · Letland · Libanon · Liberia · Libië · Liechtenstein · Litouwen · Luxemburg · Macedonië · Madagaskar · Malawi · Malediven · Maleisië · Mali · Malta · Marokko · Mauritanië · Mauritius · Mexico · Micronesië · Moldavië · Monaco · Mongolië · Mozambique · Myanmar · Namibië · Nauru · Nederland · Nederlandse Antillen · Nepal · Nicaragua · Nieuw-Zeeland · Niger · Nigeria · Noord-Korea · Noorwegen · Oeganda · Oekraïne · Oezbekistan · Oman · Oostenrijk · Pakistan · Palau · Palestina · Panama · Papoea-Nieuw-Guinea · Paraguay · Peru · Polen · Portugal · Puerto Rico · Qatar · Roemenië · Rusland · Rwanda · Saint Kitts en Nevis · Saint Lucia · Saint Vincent en Grenadines · Salomonseilanden · Samoa · San Marino ·  Sao Tomé en Principe · Saoedi-Arabië · Senegal · Seychellen · Sierra Leone · Singapore · Slovenië · Slowakije · Soedan · Somalië · Spanje · Sri Lanka · Suriname · Swaziland · Syrië · Tadzjikistan · Tanzania · Thailand · Togo · Tonga · Trinidad en Tobago · Tsjaad · Tsjechië · Tunesië · Turkije · Turkmenistan · Uruguay · Vanuatu · Venezuela · Verenigde Arabische Emiraten · Verenigde Staten · Vietnam · Wit-Rusland · Zambia · Zimbabwe · Zuid-Afrika · Zuid-Korea · Zweden · Zwitserland · Individuele olympische atleten